# Orellia falcata
Orellia falcata är en tvåvingeart som först beskrevs av Giovanni Antonio Scopoli 1763.  Orellia falcata ingår i släktet Orellia och familjen borrflugor. Enligt den finländska rödlistan är arten nationellt utdöd i Finland. Arten är reproducerande i Sverige. Artens livsmiljö är torra gräsmarker. Inga underarter finns listade i Catalogue of Life.